# Kapáskúti-patak
A Kapáskúti-patak a Börzsönyben ered, Szendehely északkeleti határában, Pest vármegyében, mintegy 270 méteres tengerszint feletti magasságban. A patak forrásától kezdve északi, majd északnyugat-nyugati irányban halad, majd Szendehelynél éri el a Lósi-patakot.

## Part menti település
- Szendehely